# 辛树声
辛树声（1919年—1984年），又名赵新，山东章丘人，曾任中共济南工委书记，后因自首变节被开除党籍。

## 生平
1919年，辛树声出生于山东省章丘县的一个地主家庭，祖父是时任山东省议员的辛铸九，父亲辛葭舟当时仍在读书。辛树声在济南正谊中学读书时曾参加读书会和抗日救亡活动。1938年春，参加中国共产党领导的“抗日大同盟”。1938年10月加入中国共产党。1939年，辛树声任中共济南工委委员。1940年10月，工委书记王见新因身份暴露撤离济南，辛树声（当时化名赵新）任工委书记，领导济南市内30名中共党员进行地下斗争。
1941年11月，日军在对沂蒙山根据地进行的大“扫荡”中俘虏了山东省战时工作推行委员会副主任李澄之、山东分局机关总支书记马楠、《大众日报》文印员陈显等人，并由日本特务机构押解回济南分别软禁。软禁中的马楠试图与辛树声联系，导致辛树声身份暴露。1942年1月7日，辛树声被日本特务逮捕，在敌人的威逼利诱下自首变节，供出了自己是中共济南工委书记，并交出了一些党的文件和地下党员的名单。日本特务为进一步诱捕中共中央山东分局城工部负责人，让辛树声隐瞒被捕事实继续回到中共地下组织活动，并请求山东分局派重要干部到济南指导工作，从而进行诱捕。辛树声事后悔悟，主动向中共中央山东分局说明工委被破坏及本人自首的情况，他先是给山东分局写信汇报自己的自首情况，并请求山东分局赶快采取急救措施，但该信因故未能送达；之后辛树声又向济南工委委员徐维中说明相关情况，请求上级组织将济南市内党员全部撤出。山东分局获知相关情况后提出“将计就计，稳住敌人，相机撤出”的方针，由辛树声执行反间谍计划，于同年9月将市内18名党员及工作关系撤出济南。
1942年9月，辛树声撤回到根据地，山东分局经审查给予他开除党籍的处分。后历任山东省北海银行秘书，滨海区工商管理总局统计调查室秘书、副主任，山东省工商部商业科科长，济南市工商局行政科科长、秘书主任，青岛市工商局秘书科长，国家工商行政管理局调查研究处商业组组长等职。
辛树声在1957年肃反运动中因历史上自首变节问题被判刑10年。1984年病故。

## 亲属
辛树声是辛葭舟的长子，另有两个姐姐、两个弟弟和一个妹妹。二姐辛锐和弟弟辛曙明均在抗日战争中牺牲。